# Gastines
Gastines – miejscowość i gmina we Francji, w regionie Kraj Loary, w departamencie Mayenne.
Według danych na rok 2010 gminę zamieszkiwało 188 osób, a gęstość zaludnienia wynosiła 21 osób/km².